# Svarta backen
Svarta backen (fi. Mustavuori) är en stadsdel utan invånare i Nordsjö distrikt i Helsingfors stad.
Svarta backen är en del av ett naturskyddsområde med samma namn som finns i gränszonen mellan kommunerna Helsingfors, Vanda och Sibbo. Naturskyddsområdet fortsätter i Östersundoms fågelvatten. Svarta backen hör till de mest betydande lundområdena i Huvudstadsregionen. Det finns också spår av befästningar och kullerstensgator från Första världskriget i Svarta backen. 

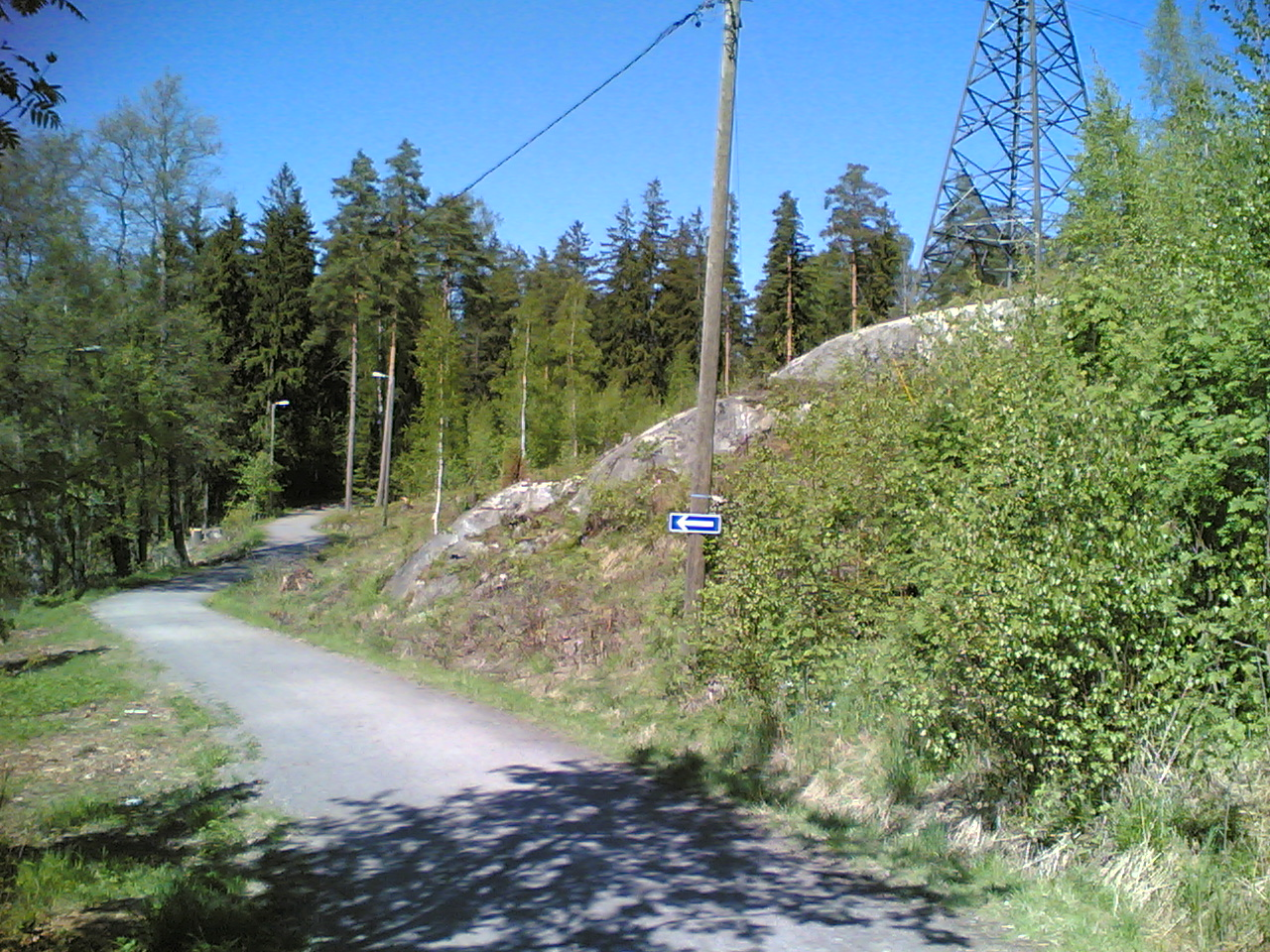
En lättrafikled i Svarta backen